# Wereldkampioenschap voetbal 2006 (Groep G) Togo - Frankrijk
Deze pagina is een subpagina van het artikel Wereldkampioenschap voetbal 2006. Hierin wordt de wedstrijd in de groepsfase in groep G tussen Togo en Frankrijk gespeeld op 23 juni 2006 nader uitgelicht.

## Wedstrijdgegevens
| Datum                | 23 juni 2006                | 23 juni 2006                |
| Stadion              | RheinEnergieStadion, Keulen | RheinEnergieStadion, Keulen |
| Toeschouwers         | 45,000                      | 45,000                      |
| Scheidsrechter       | Jorge Larrionda             | Jorge Larrionda             |
| Assistenten          | Wálter Rial Pablo Fandino   | Wálter Rial Pablo Fandino   |
| Vierde man           | Carlos Chandía              | Carlos Chandía              |
| Man van de wedstrijd | Patrick Vieira              | Patrick Vieira              |
|                      | Togo                        | Frankrijk                   |
| Doelpunten           | 0                           | 2                           |
| Gele kaarten         | 2                           | 1                           |
| Rode kaarten         | 0                           | 0                           |
| Wissels              | 2                           | 3                           |
| Hoekschoppen         | 0                           | 0                           |
| Buitenspel           | 0                           | 0                           |
| Strafschoppen        | 0                           | 0                           |

| Togo | 0 – 2           | Frankrijk |
| | goals (assists) | 55' Patrick Vieira 61' Thierry Henry |
| Otto Pfister | bondscoach      | Raymond Domenech |
| Kossi Agassa Dare Nibombe Jean-Paul Abalo Emmanuel Adebayor 75' Massamasso Tchangaï Yao Aziawonou Moustapha Salifou Cherif Touré Mamam 59' Richmond Forson Kader Mohamed Yao Junior Senaya | opstellingen    | Fabien Barthez 81' Patrick Vieira William Gallas Claude Makélélé 74' Florent Malouda Thierry Henry Mickaël Silvestre Lilian Thuram Willy Sagnol David Trezeguet 77' Franck Ribéry |
| Adekanmi Olufade 59' Thomas Dossevi 75' | wissels         | 74' Sylvain Wiltord 77' Sidney Govou 81' Alou Diarra |
| Yao Aziawonou 38' Cherif Touré Mamam 44' Moustapha Salifou 88' | gele kaarten    | 30' Claude Makélélé |
| | rode kaarten    | |

## Wedstrijdverslag
Frankrijk maakte na veel pogingen het eerste doelpunt in de 54' minuut. De jarige Vieira scoorde.

## Overzicht van wedstrijden
| Groepswedstrijden | | | |
| Groep A | Groep B | Groep C | Groep D |
| Duitsland - Costa Rica Polen - Ecuador Duitsland - Polen Ecuador - Costa Rica Ecuador - Duitsland Costa Rica - Polen             | Engeland - Paraguay Trinidad en Tobago - Zweden Engeland - Trinidad en Tobago Zweden - Paraguay Zweden - Engeland Paraguay - Trinidad en Tobago | Argentinië - Ivoorkust Servië en Montenegro - Nederland Argentinië - Servië en Montenegro Nederland - Ivoorkust Nederland - Argentinië Ivoorkust - Servië en Montenegro | Mexico - Iran Angola - Portugal Mexico - Angola Portugal - Iran Portugal - Mexico Iran - Angola                               |
| Groep E | Groep F | Groep G | Groep H |
| Italië - Ghana Verenigde Staten - Tsjechië Italië - Verenigde Staten Tsjechië - Ghana Tsjechië - Italië Ghana - Verenigde Staten | Australië - Japan Brazilië - Kroatië Brazilië - Australië Japan - Kroatië Japan - Brazilië Kroatië - Australië                                  | Frankrijk - Zwitserland Zuid-Korea - Togo Frankrijk - Zuid-Korea Togo - Zwitserland Togo - Frankrijk Zwitserland - Zuid-Korea                                           | Spanje - Oekraïne Tunesië - Saoedi-Arabië Spanje - Tunesië Saoedi-Arabië - Oekraïne Saoedi-Arabië - Spanje Oekraïne - Tunesië |
| Achtste finales | | | |
| Duitsland - Zweden Argentinië - Mexico                                                                                           | Italië - Australië Zwitserland - Oekraïne | Engeland - Ecuador Portugal - Nederland | Brazilië - Ghana Spanje - Frankrijk                                                                                           |
| Kwartfinales | | | |
| Duitsland - Argentinië | Italië - Oekraïne | Engeland - Portugal | Brazilië - Frankrijk |
| Halve finales | | | |
| Duitsland - Italië | Duitsland - Italië | Portugal - Frankrijk | Portugal - Frankrijk |
| Troostfinale | | | |
| Duitsland - Portugal | | | |
| Finale | | | |
| Italië - Frankrijk | | | |